# Chionaema lobbichleri
Chionaema lobbichleri är en fjärilsart som beskrevs av Daniel 1961. Chionaema lobbichleri ingår i släktet Chionaema och familjen björnspinnare. Inga underarter finns listade i Catalogue of Life.